# Minnesota Opera
La Minnesota Opera è una compagnia di spettacoli con sede a Minneapolis, Minnesota. Fu fondata nel 1963 dal Walker Art Center ed è nota per la prima assoluta di varie opere liriche come Where the Wild Things Are di Oliver Knussen (tratto dal romanzo per bambini di Maurice Sendak) e Frankenstein di Libby Larsen. L'ultimo pezzo ad essa commissionato unitamente alla première mondiale, The Grapes of Wrath (Furore), tratto dal romanzo di John Steinbeck con lo stesso nome, con la musica di Ricky Ian Gordon e il libretto di Michael Korie, è stato presentato nel mese di febbraio 2007. Il Presidente e Direttore Generale è Kevin Ramach. Il Direttore Artistico è Dale Johnson.
Un certo numero di altre opere hanno ricevuto la loro anteprima americana al Minnesota Opera, tra cui The Handmaid's Tale, Postcard from Morocco, Armida, The Elephant Man, e The Fortunes of King Croesus. La prima americana di Pinocchio di Jonathan Dove fu presentata nel febbraio 2009.
La stagione della Minnesota Opera in genere viene eseguita da settembre ad aprile, con cinque produzioni a stagione e da cinque a otto spettacoli per ogni produzione. Le esecuzioni avvengono all'Ordway Center for the Performing Arts a Saint Paul, Minnesota. Secondo Opera America, la compagnia è la 13° più grande compagnia d'opera degli Stati Uniti.

## Repertorio non standard
Anche se viene eseguito gran parte dal repertorio standard, la compagnia si è distinta per produzioni di alcune opere insolite e rare negli ultimi dieci anni.
Queste comprendono I pescatori di perle; Casanova's Homecoming di Argento; e Roberto Devereux di Donizetti nel corso della stagione 2009/10. The Adventures of Pinocchio di Jonathan Dove nella stagione 2008/09; The Fortunes of King Croesus (Keiser) e Rusalka nel 2007/08; La donna del lago di Rossini e I racconti di Hoffmann di Offenbach. Furore di Ricky Ian Gordo, commissionato dalla Compagnia, è stato rappresentato in anteprima mondiale nella stagione 2006/07. Lakmé di Léo Delibes è apparso pure durante quella stagione.
La stagione 2005/06 ha visto diverse prime americane, tra cui Orazi e Curiazi di Saverio Mercadante e Joseph Merrick, l'Uomo Elefante di Laurent Petitgirard. Nella stagione 2004/05 la compagnia presentò Maria Padilla di Donizetti e Nixon in China di John Adams. Lucrezia Borgia di Donizetti e Passion di Stephen Sondheim apparso nel 2003/04, mentre la stagione precedente aveva visto un'altra première americana, The Handmaid's Tale di Poul Ruders). Nel 2001/02 La clemenza di Tito di Mozart e Piccole donne di Mark Adamo offrirono un contrasto. All'inizio del decennio, I Capuleti e i Montecchi di Vincenzo Bellini e Street Scene di Kurt Weill furono il clou della stagione 2000/01.
Nel 2011 fu presentata l'unica opera di Bernard Herrmann Wuthering Heights. L'opera completa deve ancora essere messa in scena, come la prima mondiale ufficiale della Portland Opera nel 1982 fu abbreviata di circa 30 minuti.
Nel 2011, la Minnesota Opera ha commissionato e prodotto il premio Pulitzer (Premio Pulitzer 2012 nella categoria Musica) Silent Night del compositore Kevin Puts e del librettista Mark Campbell. Nel 2013, la Minnesota Opera ha commissionato e produrrà Doubt del compositore Douglas J. Cuomo e del librettista John Patrick Shanley.
Nel mese di marzo 2015, l'azienda ha dato la prima esecuzione dell'opera di Kevin Puts The Manchurian Candidate, basato sul romanzo di Richard Condon, su libretto di Mark Campbell.
Nel maggio 2016 ha commissionato e prodotto The Shining, un'opera americana in due atti con musica del compositore Paul Moravec e libretto di Mark Campbell, tratto dal romanzo di Stephen King. Fa parte dell'Iniziativa Nuovi Lavori della Minnesota Opera.
Un elenco completo delle produzioni delle precedenti stagioni appare sul sito web della Compagnia.